# Aimão II de Genebra
Aimão II de Genebra (em francês: Aymon; em latim: Aimo) (?- †1280) é filho de Rudolfo I de Genebra e de  Maria de la Tour-du-Pin. Sem descendente varão, é o seu irmão mais novo, Amadeu, que virá a ser como ele Conde de Genebra. Aimão foi-o, à morte do seu pai, entre 1265 e 1280.

## Família
Do primeiro casamento com Agnes de Montfaucon teve Jeanne + Contesson, e do segundo casamento com Constance de Moncade tiveram  : 
- Joana de Genebra que casará com Filipe de Vienne
- Ágata de Genebra que casará com João de Vienne

O casamento de Aimão com Constança de Moncade, filha de Gastão VII de Béarn, deve ter sido arranjado pela segunda mulher de Gatão, Beatriz "a Grande Delfina", que como irmã de Pedro II de Saboia estava ao corrente da rivalidade entre os dois condados . 

## Brasão
Aimão II deixa o anterior brasão de armas  De prata, banda de azul acompanhada de dois leões do mesmo  para adoptar De ouro, quatro pontos equipolados de azul 
| Antecessor           | Aimão II de Genebra (? - † 1280) | Sucessor             |
| -------------------- | -------------------------------- | -------------------- |
| Rudolfo I de Genebra | Conde de Genebra 1265 - 1280     | Amadeu II de Genebra |